# Stanley Donwood
Dan Rickwood (29 de octubre de 1968) conocido como Stanley Donwood es un escritor y artista inglés, famoso por su trabajo en el diseño de portadas de álbumes y afiches de Radiohead en cada lanzamiento, desde su trabajo My Iron Lung (1994), con frecuencia en colaboración con el líder de Radiohead, Thom Yorke. También ha diseñado el artwork de los álbumes de la carrera solista de Yorke y de su proyecto Atoms for Peace. Pese a su popularidad, el estado enigmático de Donwood es tal que su existencia por separado de la de Thom Yorke a menudo ha sido puesta en duda. Él, sin embargo, ha aparecido en los créditos del sitio web de la banda y en la ceremonia de los premios Grammy de 2001.